# Флаг Акри
Флаг бразильского штата Акри представляет собой прямоугольное полотнище, разделённое по диагонали на жёлтую и зелёную части, в крыже расположена красная звезда.

## История
Первый флаг Акри был принят в 1899 году. Он представлял собой диагональный биколор, у которого расположение треугольников было отличным от нынешнего флага. В 1902 году по предложению революционера Родригу ди Карвалью, воевавшего с Боливией, в левый верхний угол флага была добавлена красная звезда. По иронии судьбы, цвета на флаге стали такими же как на флаге Боливии. 1 марта 1963 года был утверждён нынешний флаг, на котором угол, в котором находится звезда, стал полностью жёлтым.
- Флаги Республики Акри
- 1899—1900
- 1902—1903

## Символика
Жёлтый и зелёный являются национальными цветами Бразилии и означают мир и надежду. Красная звезда символизирует мужество и отвагу.